# 紀元前561年
紀元前561年（きげんぜん561ねん）は、西暦（ローマ暦）による年。紀元前1世紀の共和政ローマ末期以降の古代ローマにおいては、ローマ建国紀元193年として知られていた。紀年法として西暦（キリスト紀元）がヨーロッパで広く普及した中世時代初期以降、この年は紀元前561年と表記されるのが一般的となった。

## 他の紀年法
- 干支 : 庚子
- 日本
  - 皇紀100年
  - 綏靖天皇21年
- 中国
  - 周 - 霊王11年
  - 魯 - 襄公12年
  - 斉 - 霊公21年
  - 晋 - 悼公12年
  - 秦 - 景公16年
  - 楚 - 共王30年
  - 宋 - 平公15年
  - 衛 - 献公16年
  - 陳 - 哀公8年
  - 蔡 - 景侯31年
  - 曹 - 成公17年
  - 鄭 - 簡公5年
  - 燕 - 武公13年
  - 呉 - 寿夢25年
- 朝鮮
  - 檀紀1773年
- ユダヤ暦 : 3200年 - 3201年

## できごと

### 中国
- 莒が魯の東辺に侵攻し、台を包囲した。魯の季孫宿が軍を率いて台を救援し、鄆に侵入した。
- 晋の士魴が使節として魯を訪れた。
- 楚の子嚢（公子貞）と秦の庶長無地が軍を率いて宋に侵攻し、楊梁に駐屯した。
- 周の霊王が公女を王の后として入宮させるよう斉に求めた。
- 魯の襄公が晋に赴いた。

### ギリシア
- この頃、ペイシストラトスがクーデターを起こし、僭主として一時的にアテナイの政権を掌握するが、貴族派により間もなく追放される。

## 死去
- 寿夢 - 呉の王